# Nudaria shirakii
Nudaria shirakii là một loài bướm đêm thuộc phân họ Arctiinae, họ Erebidae.